# 玄海諸島
玄海諸島（げんかいしょとう）は、佐賀県西北部、東松浦半島周辺の玄界灘に点在する島嶼群。本土から最も遠い島でもおよそ8キロしか離れていない本土近接型離島である。平成の大合併により現在は全島が佐賀県唐津市に属しているが、平成17年1月1日の市町村合併以前は、唐津市、呼子町、鎮西町、肥前町の1市3町に属していた。
玄海諸島の名称は離島振興法など行政的な使用以外ではほぼ見られない。また、離島振興法上の玄海諸島はこの区域にある有人島8島のうち7島のみで、呼子大橋が架橋されている加部島や無人島の鳥島、鷹島、臼島などは含まない。
手付かずの自然が多く残っていることから、全域が玄海国定公園に指定されている。

## 概要
対馬暖流の影響を受けた温暖な地域で無霜地帯であるが、どの島も土地は狭小な上、平坦部・緩傾地に乏しく集水面積も小さいため、可住地・耕作地ともに少ない。さらに水資源に乏しいことや冬季の季節風が強く海が時化ることが多いなど悪条件が多く、島の面積に比べると人口は少ない。反して周辺の海域はアジ・サバ・イワシなどの回遊魚やウニ・サザエ・アワビなどの磯根資源共に豊かで好漁場をなしていることに加え、江戸時代には捕鯨基地としても繁栄を見せた。現在でも島の産業は漁業がおよそ4割と圧倒的に多くなっている。
九州と朝鮮半島・中国大陸との結節点の一つであり歴史は古く、各地に神宮皇后の三韓征伐に関する言い伝えや史跡が残るほか、日本書紀には加唐島を百済武寧王の生誕地と記している。また、加部島の瓢塚古墳は日本武尊の子で仲哀天皇の弟、稚武王の墓であるという説もあり、その稚武王を祭った田島神社は松浦古事記にも記載があり県内で最も古い神社と見られている。ほかにも元寇や松浦党、豊臣秀吉の朝鮮出兵などの舞台の一つになった。

## 有人島
すべて佐賀県唐津市に属す。
- 高島
- 神集島
- 小川島
- 加部島
- 加唐島
- 松島
- 馬渡島
- 向島